# Campeonato Ecuatoriano de Fútbol Serie B 1989
El Campeonato Ecuatoriano de Fútbol Serie B 1989, conocido oficialmente como «Campeonato Nacional de Fútbol Serie B 1989», fue la 21.ª y 22.ª edición del Campeonato nacional de fútbol profesional de la Serie B en Ecuador si se cuentan como torneos cortos y 12.ª en años. El torneo fue organizado por la Federación Ecuatoriana de Fútbol. Este fue el primer torneo de la Serie B que se volvió a jugar desde su pausa de 7 años ya que durante ese tiempo el torneo no se realizó, la última vez que se lo jugó fue en 1982 para que se volviera a jugar tuvo la participación de 8 equipos de los cuales 3 eran de la Segunda Categoría y 5 equipos que descendieron del Campeonato Ecuatoriano de Fútbol 1988, en este torneo tuvo su debut el cuadro del Delfín que en su primer año en la Serie B ya que jugó bajo el nombre de Club Deportivo 9 de Octubre de Manta logró el ascenso a mitad de año para jugar en la Segunda etapa del Campeonato Ecuatoriano de Fútbol 1989 y el Juventus fue el primer conjunto de Esmeraldas en ser campeón en la Segunda etapa.
El Delfín obtuvo su primer título de la Serie B en la Primera etapa, mientras que el cuadro del Juventus, logró su primer título en el de la Segunda etapa.

## Sistema de juego
El Campeonato Ecuatoriano de la Serie B 1989 se jugó de la siguiente manera.
Primera etapa
Se jugó un total de 14 fechas en encuentros de ida y vuelta; el mejor equipo que logre la mayoría de puntos y termine en el 1.er lugar sería reconocido como campeón de la primera etapa de la Serie B y le daría el acceso a participar en la 2.ª etapa del Campeonato Ecuatoriano de Fútbol 1990.
Segunda etapa
Se jugó con la misma cantidad de equipos que en la 1.ª etapa, así mismo el equipo con mayor cantidad de puntos se convertiría en el campeón de la segunda etapa de la Serie B y jugaría en el Campeonato Ecuatoriano de Fútbol 1990, así mismo en el caso del descenso, descenderían los 2 equipos de menor puntaje en la Segunda etapa.

## Primera etapa

### Relevo anual de clubes
| de la Serie A          |
| ---------------------- |
| Universidad Católica   |
| Esmeraldas Petrolero   |
| Deportivo Quevedo      |
| Juventus               |
| River Plate (Riobamba) |

| Pos. | de la Primera División |
| ---- | ---------------------- |
| 18º  | América de Quito       |

| Pos. | de la Segunda División |
| ---- | ---------------------- |
| 1º   | 9 de Octubre (Manta)   |
| 2º   | Calvi                  |
| 3º   | Liga de Cuenca         |

### Equipos participantes
| Equipo                 | Ciudad                                                                    | Provincia  |
| ---------------------- | ------------------------------------------------------------------------- | ---------- |
| Calvi                  | Guayaquil                                                                 | Guayas     |
| Delfín                 | [[Archivo:\|20x20px\|border\|Bandera de Manta]] Manta                     | Manabí     |
| Deportivo Quevedo      | Quevedo                                                                   | Los Ríos   |
| Esmeraldas Petrolero   | [[Archivo:\|20x20px\|border\|Bandera de Esmeraldas (Ecuador)]] Esmeraldas | Esmeraldas |
| Juventus               | [[Archivo:\|20x20px\|border\|Bandera de Esmeraldas (Ecuador)]] Esmeraldas | Esmeraldas |
| Liga de Cuenca         | Cuenca                                                                    | Azuay      |
| River Plate (Riobamba) | Riobamba                                                                  | Chimborazo |
| Universidad Católica   | Quito                                                                     | Pichincha  |

### Equipos por ubicación geográfica
| Provincia  | N.º | Equipos                           |
| ---------- | --- | --------------------------------- |
| Esmeraldas | 2   | - Esmeraldas Petrolero - Juventus |
| Azuay      | 1   | - Liga de Cuenca                  |
| Chimborazo | 1   | - River Plate (Riobamba)          |
| Guayas     | 1   | - Calvi                           |
| Los Ríos   | 1   | - Deportivo Quevedo               |
| Manabí     | 1   | - Delfín                          |
| Pichincha  | 1   | - Universidad Católica            |

| Delfín Calvi Deportivo Quevedo Esmeraldas Petrolero Juventus Universidad Católica Liga de Cuenca River Plate (Riobamba) |

### Partidos y resultados
| Fecha 1              | Fecha 1   | Fecha 1              |
| Equipo Local         | Resultado | Equipo Visitante     |
| -------------------- | --------- | -------------------- |
| Calvi                | 2 - 1     | Delfín               |
| Esmeraldas Petrolero | 1 - 0     | Deportivo Quevedo    |
| Liga de Cuenca       | 0 - 1     | Universidad Católica |
| River Plate (R)      | 1 - 1     | Juventus             |

| Fecha 2              | Fecha 2   | Fecha 2              |
| Equipo Local         | Resultado | Equipo Visitante     |
| -------------------- | --------- | -------------------- |
| Delfín               | 3 - 1     | Esmeraldas Petrolero |
| Deportivo Quevedo    | 1 - 1     | Calvi                |
| Juventus             | 3 - 1     | Liga de Cuenca       |
| Universidad Católica | 1 - 0     | River Plate (R)      |

| Fecha 3              | Fecha 3   | Fecha 3              |
| Equipo Local         | Resultado | Equipo Visitante     |
| -------------------- | --------- | -------------------- |
| Calvi                | 1 - 2     | Juventus             |
| Esmeraldas Petrolero | 2 - 0     | Universidad Católica |
| Liga de Cuenca       | 0 - 1     | Delfín               |
| River Plate (R)      | 2 - 0     | Deportivo Quevedo    |

| Fecha 4              | Fecha 4   | Fecha 4          |
| Equipo Local         | Resultado | Equipo Visitante |
| -------------------- | --------- | ---------------- |
| Delfín               | 2 - 1     | River Plate (R)  |
| Deportivo Quevedo    | 1 - 1     | Liga de Cuenca   |
| Esmeraldas Petrolero | 2 - 2     | Juventus         |
| Universidad Católica | 0 - 0     | Calvi            |

| Fecha 5        | Fecha 5   | Fecha 5              |
| Equipo Local   | Resultado | Equipo Visitante     |
| -------------- | --------- | -------------------- |
| Calvi          | 2 - 0     | Esmeraldas Petrolero |
| Delfín         | 1 - 1     | Deportivo Quevedo    |
| Juventus       | 2 - 1     | Universidad Católica |
| Liga de Cuenca | 1 - 0     | River Plate (R)      |

| Fecha 6              | Fecha 6   | Fecha 6              |
| Equipo Local         | Resultado | Equipo Visitante     |
| -------------------- | --------- | -------------------- |
| Juventus             | 0 - 0     | Deportivo Quevedo    |
| Liga de Cuenca       | 2 - 0     | Esmeraldas Petrolero |
| River Plate (R)      | 1 - 0     | Calvi                |
| Universidad Católica | 0 - 0     | Delfín               |

| Fecha 7              | Fecha 7   | Fecha 7              |
| Equipo Local         | Resultado | Equipo Visitante     |
| -------------------- | --------- | -------------------- |
| Calvi                | 0 - 1     | Liga de Cuenca       |
| Delfín               | 1 - 0     | Juventus             |
| Deportivo Quevedo    | 0 - 2     | Universidad Católica |
| Esmeraldas Petrolero | 2 - 1     | River Plate (R)      |

| Fecha 8              | Fecha 8   | Fecha 8              |
| Equipo Local         | Resultado | Equipo Visitante     |
| -------------------- | --------- | -------------------- |
| Delfín               | 2 - 0     | Calvi                |
| Deportivo Quevedo    | 1 - 1     | Esmeraldas Petrolero |
| Juventus             | 2 - 0     | Liga de Cuenca       |
| Universidad Católica | 7 - 0     | Liga de Cuenca       |

| Fecha 9              | Fecha 9   | Fecha 9              |
| Equipo Local         | Resultado | Equipo Visitante     |
| -------------------- | --------- | -------------------- |
| Calvi                | 1 - 0     | Deportivo Quevedo    |
| Esmeraldas Petrolero | 0 - 3     | Delfín               |
| Liga de Cuenca       | 1 - 1     | Juventus             |
| River Plate (R)      | 0 - 1     | Universidad Católica |

| Fecha 10             | Fecha 10  | Fecha 10             |
| Equipo Local         | Resultado | Equipo Visitante     |
| -------------------- | --------- | -------------------- |
| Delfín               | 5 - 0     | Liga de Cuenca       |
| Deportivo Quevedo    | 8 - 1     | River Plate (R)      |
| Juventus             | 2 - 1     | Calvi                |
| Universidad Católica | 1 - 0     | Esmeraldas Petrolero |

| Fecha 11        | Fecha 11  | Fecha 11             |
| Equipo Local    | Resultado | Equipo Visitante     |
| --------------- | --------- | -------------------- |
| Calvi           | 0 - 2     | Universidad Católica |
| Juventus        | 0 - 0     | Esmeraldas Petrolero |
| Liga de Cuenca  | 2 - 0     | Deportivo Quevedo    |
| River Plate (R) | 0 - 1     | Delfín               |

| Fecha 12             | Fecha 12  | Fecha 12         |
| Equipo Local         | Resultado | Equipo Visitante |
| -------------------- | --------- | ---------------- |
| Deportivo Quevedo    | 1 - 1     | Delfín           |
| Esmeraldas Petrolero | 2 - 0     | Calvi            |
| Liga de Cuenca       | 2 - 0     | River Plate (R)  |
| Universidad Católica | 2 - 1     | Juventus         |

| Fecha 13             | Fecha 13  | Fecha 13             |
| Equipo Local         | Resultado | Equipo Visitante     |
| -------------------- | --------- | -------------------- |
| Calvi                | 1 - 1     | River Plate (R)      |
| Delfín (C)           | 1 - 0     | Universidad Católica |
| Deportivo Quevedo    | 2 - 0     | Juventus             |
| Esmeraldas Petrolero | 2 - 0     | Liga de Cuenca       |

| Fecha 14             | Fecha 14  | Fecha 14             |
| Equipo Local         | Resultado | Equipo Visitante     |
| -------------------- | --------- | -------------------- |
| Juventus             | 0 - 0     | Delfín               |
| Liga de Cuenca       | 1 - 3     | Calvi                |
| River Plate (R)      | 2 - 1     | Esmeraldas Petrolero |
| Universidad Católica | 1 - 0     | Deportivo Quevedo    |

### Tabla de posiciones
|  |  |    | Equipo                 | PJ | PG | PE | PP | GF | GC | DG  | PTS |
|  |  | -- | ---------------------- | -- | -- | -- | -- | -- | -- | --- | --- |
|  |  | 1. | Delfín                 | 14 | 9  | 4  | 1  | 22 | 6  | +16 | 22  |
|  |  | 2. | Universidad Católica   | 14 | 9  | 2  | 3  | 19 | 5  | +14 | 21  |
|  |  | 3. | Juventus               | 14 | 5  | 6  | 3  | 16 | 15 | +1  | 16  |
|  |  | 4. | Esmeraldas Petrolero   | 14 | 5  | 4  | 4  | 15 | 15 | 0   | 14  |
|  |  | 5. | Liga de Cuenca         | 14 | 5  | 2  | 7  | 12 | 24 | -12 | 12  |
|  |  | 6. | Deportivo Quevedo      | 14 | 2  | 6  | 6  | 15 | 10 | +5  | 10  |
|  |  | 7. | Calvi                  | 14 | 3  | 4  | 7  | 10 | 16 | -6  | 10  |
|  |  | 8. | River Plate (Riobamba) | 14 | 3  | 2  | 9  | 12 | 23 | -11 | 8   |

PJ = Partidos jugados; PG = Partidos ganados; PE = Partidos empatados; PP = Partidos perdidos; GF = Goles a favor; GC = Goles en contra; DG = Diferencia de gol; PTS = Puntos
|  | Campeón, ascendió a la Segunda etapa de la Serie A 1989. |

### Campeón
|                                                                                 |
| Delfín Sporting Club 1.er título Ascendió a la Segunda etapa de la Serie A 1989 |

## Segunda etapa

### Relevo semestral de clubes
| Pos. | de la Primera etapa de la Serie A |
| ---- | --------------------------------- |
| 12º  | Audaz Octubrino                   |

| Pos. | de la Primera etapa de la Serie B |
| ---- | --------------------------------- |
| 1º   | Delfín                            |

### Equipos participantes
| Equipo                 | Ciudad                                                                    | Provincia  |
| ---------------------- | ------------------------------------------------------------------------- | ---------- |
| Audaz Octubrino        | Machala                                                                   | El Oro     |
| Calvi                  | Guayaquil                                                                 | Guayas     |
| Deportivo Quevedo      | Quevedo                                                                   | Los Ríos   |
| Esmeraldas Petrolero   | [[Archivo:\|20x20px\|border\|Bandera de Esmeraldas (Ecuador)]] Esmeraldas | Esmeraldas |
| Juventus               | [[Archivo:\|20x20px\|border\|Bandera de Esmeraldas (Ecuador)]] Esmeraldas | Esmeraldas |
| Liga de Cuenca         | Cuenca                                                                    | Azuay      |
| River Plate (Riobamba) | Riobamba                                                                  | Chimborazo |
| Universidad Católica   | Quito                                                                     | Pichincha  |

### Equipos por ubicación geográfica
| Provincia  | N.º | Equipos                           |
| ---------- | --- | --------------------------------- |
| Esmeraldas | 2   | - Esmeraldas Petrolero - Juventus |
| Azuay      | 1   | - Liga de Cuenca                  |
| Chimborazo | 1   | - River Plate (Riobamba)          |
| El Oro     | 1   | - Audaz Octubrino                 |
| Guayas     | 1   | - Calvi                           |
| Los Ríos   | 1   | - Deportivo Quevedo               |
| Pichincha  | 1   | - Universidad Católica            |

| Audaz Octubrino Calvi Deportivo Quevedo Esmeraldas Petrolero Juventus Universidad Católica Liga de Cuenca River Plate (Riobamba) |

### Partidos y resultados
| Fecha 1              | Fecha 1   | Fecha 1          |
| Equipo Local         | Resultado | Equipo Visitante |
| -------------------- | --------- | ---------------- |
| Audaz Octubrino      | 1 - 1     | Calvi            |
| Deportivo Quevedo    | 0 - 0     | Juventus         |
| Esmeraldas Petrolero | 0 - 1     | River Plate (R)  |
| Universidad Católica | 1 - 0     | Liga de Cuenca   |

| Fecha 2         | Fecha 2   | Fecha 2              |
| Equipo Local    | Resultado | Equipo Visitante     |
| --------------- | --------- | -------------------- |
| Calvi           | 0 - 2     | Juventus             |
| Juventus        | 4 - 1     | Audaz Octubrino      |
| Liga de Cuenca  | 3 - 1     | Esmeraldas Petrolero |
| River Plate (R) | 0 - 2     | Universidad Católica |

| Fecha 3              | Fecha 3   | Fecha 3          |
| Equipo Local         | Resultado | Equipo Visitante |
| -------------------- | --------- | ---------------- |
| Audaz Octubrino      | 2 - 1     | Liga de Cuenca   |
| Deportivo Quevedo    | 1 - 6     | River Plate (R)  |
| Esmeraldas Petrolero | 1 - 1     | Calvi            |
| Universidad Católica | 3 - 4     | Juventus         |

| Fecha 4              | Fecha 4   | Fecha 4              |
| Equipo Local         | Resultado | Equipo Visitante     |
| -------------------- | --------- | -------------------- |
| Calvi                | 1 - 0     | Universidad Católica |
| Esmeraldas Petrolero | 2 - 2     | Juventus             |
| Liga de Cuenca       | 2 - 2     | Deportivo Quevedo    |
| River Plate (R)      | 2 - 0     | Audaz Octubrino      |

| Fecha 5              | Fecha 5   | Fecha 5              |
| Equipo Local         | Resultado | Equipo Visitante     |
| -------------------- | --------- | -------------------- |
| Deportivo Quevedo    | 1 - 0     | Audaz Octubrino      |
| Juventus             | 1 - 1     | Calvi                |
| River Plate (R)      | 2 - 1     | Liga de Cuenca       |
| Universidad Católica | 3 - 0     | Esmeraldas Petrolero |

| Fecha 6           | Fecha 6   | Fecha 6              |
| Equipo Local      | Resultado | Equipo Visitante     |
| ----------------- | --------- | -------------------- |
| Calvi             | 2 - 1     | River Plate (R)      |
| Audaz Octubrino   | 1 - 1     | Universidad Católica |
| Deportivo Quevedo | 2 - 0     | Esmeraldas Petrolero |
| Juventus          | 5 - 0     | Liga de Cuenca       |

| Fecha 7              | Fecha 7   | Fecha 7           |
| Equipo Local         | Resultado | Equipo Visitante  |
| -------------------- | --------- | ----------------- |
| Esmeraldas Petrolero | 0 - 0     | Audaz Octubrino   |
| Liga de Cuenca       | 2 - 1     | Calvi             |
| River Plate (R)      | 0 - 0     | Juventus          |
| Universidad Católica | 3 - 1     | Deportivo Quevedo |

| Fecha 8         | Fecha 8   | Fecha 8              |
| Equipo Local    | Resultado | Equipo Visitante     |
| --------------- | --------- | -------------------- |
| Calvi           | 2 - 0     | Audaz Octubrino      |
| Juventus        | 1 - 0     | Deportivo Quevedo    |
| Liga de Cuenca  | 0 - 0     | Universidad Católica |
| River Plate (R) | 5 - 0     | Esmeraldas Petrolero |

| Fecha 9              | Fecha 9   | Fecha 9          |
| Equipo Local         | Resultado | Equipo Visitante |
| -------------------- | --------- | ---------------- |
| Audaz Octubrino      | 2 - 3     | Juventus         |
| Deportivo Quevedo    | 2 - 2     | Calvi            |
| Esmeraldas Petrolero | 4 - 1     | Liga de Cuenca   |
| Universidad Católica | 2 - 3     | River Plate (R)  |

| Fecha 10        | Fecha 10  | Fecha 10             |
| Equipo Local    | Resultado | Equipo Visitante     |
| --------------- | --------- | -------------------- |
| Calvi           | 2 - 1     | Esmeraldas Petrolero |
| Liga de Cuenca  | 2 - 1     | Audaz Octubrino      |
| Juventus        | 2 - 0     | Universidad Católica |
| River Plate (R) | 1 - 2     | Deportivo Quevedo    |

| Fecha 11             | Fecha 11  | Fecha 11             |
| Equipo Local         | Resultado | Equipo Visitante     |
| -------------------- | --------- | -------------------- |
| Deportivo Quevedo    | 6 - 1     | Liga de Cuenca       |
| Audaz Octubrino      | 3 - 0     | River Plate (R)      |
| Juventus             | 0 - 0     | Esmeraldas Petrolero |
| Universidad Católica | 3 - 0     | Calvi                |

| Fecha 12             | Fecha 12  | Fecha 12             |
| Equipo Local         | Resultado | Equipo Visitante     |
| -------------------- | --------- | -------------------- |
| Calvi                | 0 - 0     | Juventus             |
| Audaz Octubrino      | 1 - 0     | Deportivo Quevedo    |
| Esmeraldas Petrolero | 0 - 1     | Universidad Católica |
| Liga de Cuenca       | 1 - 0     | River Plate (R)      |

| Fecha 13             | Fecha 13  | Fecha 13          |
| Equipo Local         | Resultado | Equipo Visitante  |
| -------------------- | --------- | ----------------- |
| Esmeraldas Petrolero | 5 - 2     | Deportivo Quevedo |
| Liga de Cuenca       | 2 - 0     | Juventus          |
| River Plate (R)      | 3 - 1     | Calvi             |
| Universidad Católica | 0 - 0     | Audaz Octubrino   |

| Fecha 14          | Fecha 14  | Fecha 14             |
| Equipo Local      | Resultado | Equipo Visitante     |
| ----------------- | --------- | -------------------- |
| Calvi             | 1 - 2     | Liga de Cuenca       |
| Audaz Octubrino   | 1 - 0     | Esmeraldas Petrolero |
| Deportivo Quevedo | 2 - 1     | Universidad Católica |
| Juventus (C)      | 7 - 1     | River Plate (R)      |

### Tabla de posiciones
|  |  |    | Equipo                 | PJ | PG | PE | PP | GF | GC | DG  | PTS |
|  |  | -- | ---------------------- | -- | -- | -- | -- | -- | -- | --- | --- |
|  |  | 1. | Juventus               | 14 | 7  | 5  | 2  | 29 | 12 | +17 | 19  |
|  |  | 2. | River Plate (Riobamba) | 14 | 7  | 2  | 5  | 26 | 22 | +4  | 16  |
|  |  | 3. | Universidad Católica   | 14 | 6  | 3  | 5  | 20 | 14 | +6  | 15  |
|  |  | 4. | Deportivo Quevedo      | 14 | 6  | 3  | 5  | 23 | 23 | 0   | 15  |
|  |  | 5. | Calvi                  | 14 | 4  | 5  | 5  | 15 | 19 | -4  | 13  |
|  |  | 5. | Audaz Octubrino        | 14 | 4  | 4  | 6  | 13 | 17 | -4  | 12  |
|  |  | 7. | Liga de Cuenca         | 14 | 5  | 2  | 7  | 16 | 27 | -11 | 12  |
|  |  | 8. | Esmeraldas Petrolero   | 14 | 2  | 5  | 7  | 15 | 24 | -19 | 9   |

PJ = Partidos jugados; PG = Partidos ganados; PE = Partidos empatados; PP = Partidos perdidos; GF = Goles a favor; GC = Goles en contra; DG = Diferencia de gol; PTS = Puntos
|  | Campeón, ascendió a la Serie A 1990. |
|  | Descendieron a la Segunda Categoría. |

### Campeón
|                                                                         |
| Club Social y Deportivo Juventus 1.er título Ascendió a la Serie A 1990 |

## Tabla acumulada
|  |  |    | Equipo                 | PJ | PG | PE | PP | GF | GC | DG  | PTS |
|  |  | -- | ---------------------- | -- | -- | -- | -- | -- | -- | --- | --- |
|  |  | 1. | Universidad Católica   | 28 | 15 | 5  | 8  | 39 | 19 | +20 | 35  |
|  |  | 2. | Juventus               | 28 | 12 | 11 | 5  | 45 | 27 | +18 | 35  |
|  |  | 3. | Deportivo Quevedo      | 28 | 8  | 9  | 11 | 38 | 33 | +5  | 25  |
|  |  | 4. | River Plate (Riobamba) | 28 | 10 | 4  | 14 | 38 | 45 | -7  | 24  |
|  |  | 5. | Liga de Cuenca         | 28 | 10 | 4  | 14 | 28 | 51 | -23 | 24  |
|  |  | 6. | Esmeraldas Petrolero   | 28 | 7  | 9  | 12 | 30 | 39 | -9  | 23  |
|  |  | 7. | Calvi                  | 28 | 7  | 9  | 12 | 25 | 35 | -10 | 23  |
|  |  | 2. | Delfín                 | 14 | 9  | 4  | 1  | 22 | 6  | +16 | 22  |
|  |  | 9. | Audaz Octubrino        | 14 | 4  | 4  | 6  | 13 | 17 | -4  | 12  |

PJ = Partidos jugados; PG = Partidos ganados; PE = Partidos empatados; PP = Partidos perdidos; GF = Goles a favor; GC = Goles en contra; DG = Diferencia de gol; PTS = Puntos
|  | Ascendieron a la Serie A como Campeones. |
|  | Descendieron a la Segunda Categoría.     |

## Goleador
| Jugador            | Equipo               | Goles |
| ------------------ | -------------------- | ----- |
| Rooney de Oliveira | Universidad Católica | 15    |